# Bassin de Châteaulin
Le bassin de Châteaulin forme une vaste dépression, au relief assez accidenté, entre les monts d'Arrée et les montagnes Noires, entre la presqu'île de Crozon (sommet du Ménez Hom) et les plateaux de Bretagne intérieure (région du Huelgoat). La ville éponyme de Châteaulin est située dans la partie occidentale de ce bassin.

## Cadre géologique

Carte géologique du Massif armoricain.

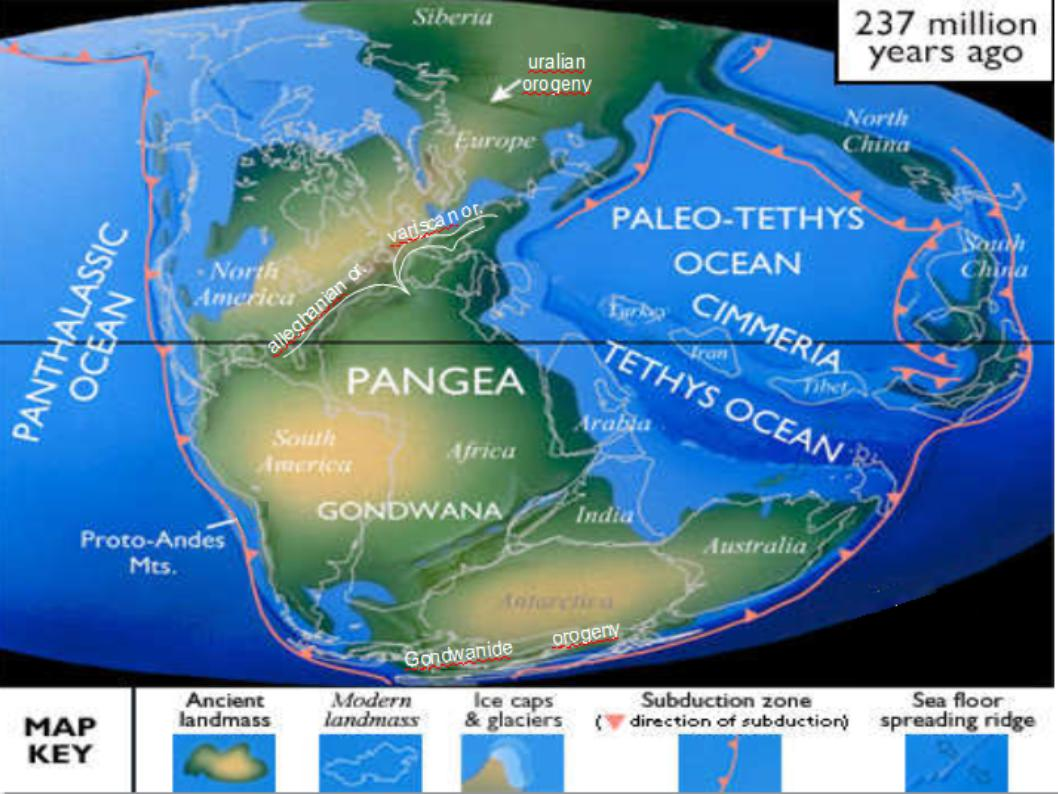
Reconstruction moderne de la Pangée (il y a 237 millions d'années). La collision entre la Laurussia et le Gondwana à l'origine de ce supercontinent est le moteur de l'orogène varisque (en sur la carte) dont l'empreinte subsiste notamment à travers l'Europe (dessinant un V dont la pointe serait le Massif central).

Le bassin de Châteaulin correspond à la terminaison occidentale du synclinorium médian armoricain qui s'étale en une vaste région de composition complexe, de la rade de Brest à Morlaix. Limitée au nord par les monts d'Arrée et la vallée de l'Élorn, tranché à l'ouest par les falaises de la rade de Brest et de la presqu'île de Crozon, bordé au sud par les montagnes Noires, et pincé à l'est par deux failles, cette unité sédimentaire et tectonique a été dénommée dès 1886 par le géologue Charles Barrois, « bassin de Châteaulin ». Cependant, « il paraît juste, au plan morphologique, d'ajouter à ce nom celui de Carhaix qui localise mieux à l'est l'ampleur de l'extension de cette unité ».
Le bassin de Châteaulin-Carhaix est long d'une soixantaine de km dans le sens ouest-est, de Châteaulin à Glomel, et large de 20 à 30 km seulement dans le sens nord-sud. Il correspond en réalité à deux bassins emboîtés : un vaste bassin de plate-forme intracratonique qui s'étend sur une longueur approximative de 100 km (comprenant la presqu'île de Crozon) du paléozoïque inférieur, initié par un rifting lié à l'ouverture de l'océan Rhéique, induisant une sédimentation contrastée et quelques manifestations volcaniques ; le bassin central (de Châteaulin stricto sensu) dont la sédimentation est très différente au Nord et au Sud, et dont les séries sédimentaires carbonifères sont plissées, faillées et schistosées lors de l'orogenèse varisque.
Ce bassin très subsident de Châteaulin-Carhaix est un ancien golfe marin formé dans des molasses dans un socle briovérien. Ces roches détritiques accumulées dans des bassins d'avant-pays, se sont métamorphisées au cours du cycle varisque en schistes à dominante carbonifère, à caractères souvent bitumineux, vaseux, voire limniques au Westphalien-Stéphanien, caractérisés par des plis synschisteux (orientés E—W ou E.NE—W.SW, déjetés vers le Nord, avec un pendage qui passe progressivement à N80), et qui se sont empilés sur 1 500 mètres d'épaisseur. Entre 360 et 290 millions d'années, à l'époque carbonifère, la remontée vers le nord du Gondwana a en effet provoqué le plissement hercynien à l'origine de plissements, de la formation de bassins d'effondrement (remplis de sables fins et d'argiles issues de l'érosion de la chaîne hercynienne au Sud du massif Armoricain et qui se sont métamorphisés en schistes) et d'une activité magmatique accompagnée de volcanisme (affleurements de spilite et de dolérite dans la région de Gouézec et Saint-Thois), de filons intrusifs (microgranites au nord-est de Poullaouen, microgranites porphyriques à deux micas de Huelgoat, kersantite au nord de Lennon, Châteauneuf-du-Faou et Carhaix) et du granite à cordiérite caractéristique du pluton de Huelgoat : du magma est remonté jusqu'à trois ou quatre kilomètres de profondeur où il s'est refroidi à travers les couches (roches sédimentaires) dévoniennes qui ont cristallisé dans le cadre d'un métamorphisme de contact (schistes à cristaux d'andalousite) entraînant des minéralisations post-magmatiques de sulfures d'argent, de plomb et d'autres métaux, d'où les exploitations minières des siècles passés. L'érosion fait resurgir ces roches métamorphiques.
Certaines formations géologiques (schistes plus durs, grès), plus résistantes à l'altération, constituent cependant quelques pointements qui donnent un relief assez accidenté. Dans ce bassin, la série sédimentaire commence par les formations de Kermerrien, Kertanguy et Kerroc'h, d'âge Strunien à Viséen. L'essentiel des dépôts correspond à la formation de Pont-de-Buis - Châteaulin (Viséen supérieur à Namurien, composée de conglomérats, grès grossiers, alternances argilo-gréseuses (turbidites) et carbonates (calcaires de Saint-Ségal), probablement re-sédimentés.

### Industrie ardoisière
Les « schistes de Châteaulin » sont des formations dinantiennes présentant des veines ardoisières qui ont été exploitées depuis plusieurs siècles. L'époque des premières extractions reste encore imprécisée mais la cathédrale de Quimper emploie les ardoises de Laz et de Gouézec dès le XVe siècle, l'église Saint-Maclou de Rouen fait appel vers 1526 à l'ardoise de Châteaulin. Au XVIIIe siècle, les carrières sont cantonnées dans les environs de Châteaulin, tout près de l'estuaire de l'Aulne et assurent la prospérité de Port-Launay qui transporte les ardoises par péniche jusqu'à la rade de Brest, d'où elles sont exportées jusqu'en Normandie par petits caboteurs. L'activité est en plein essor au XIXe siècle, dans des ardoisières dont le développement est favorisé par leur proximité avec le canal de Nantes à Brest, le chemin de fer à voie étroite et l'amélioration du réseau routier. L'industrie ardoisière en Bretagne connaît son âge d'or au XIXe siècle avec le développement de la construction. Le principal centre s'étend alors vers Motreff et Carhaix qui développent des exploitations mécanisées (outillage des mines tels que marteaux-pneumatiques, treuil puissant, compresseurs à air, pompes d'exhaure). Les veines étaient de bonne qualité (le pendage subvertical en facilitant la taille) et économiquement viables en raison du très bas prix de la main d'œuvre. Mais les sites disposaient de niveaux ardoisiers de faible épaisseur et en carrière souterraine (celles à ciel ouvert ayant été épuisées), si bien que ces exploitations bretonnes n'ont pas résisté à la concurrence industrielle des grandes ardoisières de Trélazé et des ardoises d'Espagne (commercialisée par les Ardoisières d'Angers), ces dernières assurant 80 % de la demande française. La falaise noire de la colline qui domine le quai Carnot à Châteaulin, abritait plusieurs carrières en bordure du canal. D'anciens terrils sont encore visibles. La roche montre des alternances de schistes noirs, ardoisiers, et wackes, caractéristiques de la Formation de Pont-de-Buis. Les rapports géométriques entre plan de stratification et plan de schistosité peuvent y être déchiffrés et conduisent à replacer ces affleurements sur le flanc normal, peu incliné, d'un pli anticlinal déjeté vers le Sud-Ouest. Ces schistes et wackes noirs (contenant des anciens débris végétaux pouvant atteindre 7 % en poids de la roche totale) constituent un véritables musée géologique à ciel ouvert, témoin de la biodiversité exceptionnelle au Carbonifère. En effet à cette époque, le Gondwana entre en collision avec la Laurussia (approximativement l'Amérique du Nord, l'Europe limitée à peu près au niveau actuel de l'Oural) puis avec la Sibérie, à l'origine de la chaîne hercynienne et de la Pangée. Ce supercontinent forme alors un vaste domaine continental réparti de part et d'autre de l'équateur. Il bénéfice d'un climat tropical chaud et humide et voit le développement de la plus vaste forêt équatoriale qu'ait connue notre planète. Dans les lacs et marécages côtiers, couverts par une végétation luxuriante (fougères arborescentes, prêles, sphaignes, mousses, gymnospermes — ancêtres de nos sapins — et un groupe botanique aujourd'hui disparu, celui des lycophytes), se sont décomposés ces végétaux. Ils ont ainsi contribué à la formation des couches de roches riches en débris végétaux et en matière carbonée, notamment celles du bassin de Châteaulin, mais aussi les roches carbonées de type charbon des bassins houillers (bassins de la baie des Trépassés, de Quimper et de Kergogne). Vers cette époque, dans des lagunes, se forment également les hydrocarbures que l'on recherche en mer d'Iroise et en Manche.

### Pierres de construction
Associés aux schistes parfois ardoisiers, les grès, dits tantôt grès arkosiques assez fissiles (propriété due à leur ciment riche en minéraux phylliteux), tantôt grès feldspathiques plus massifs, sont reconnaissables à leur couleur verdâtre due à la chlorite. « Ils fournissent non seulement des moellons, mais également, lorsqu'ils se présentent en bancs suffisamment épais, des blocs pour le moyen appareil et pour la sculpture. C'est à cette source qu'a puisé majoritairement l'habitat rural traditionnel du bassin de Châteaulin. Quant à l'utilisation comme pierre de taille de moyen appareil, elle est remarquable dans certains édifices de prestige, tels que à, Carhaix, la “Maison du sénéchal” (XVIe) et la façade du couvent des hospitalières (XVIe), ou encore le manoir de Méros à Landeleau ». Les blocs de grand appareil sont généralement de provenance distale (exploitation des massifs granitiques de Huelgoat, Quintin, Rostrenen, Langonnet ou Scaër).

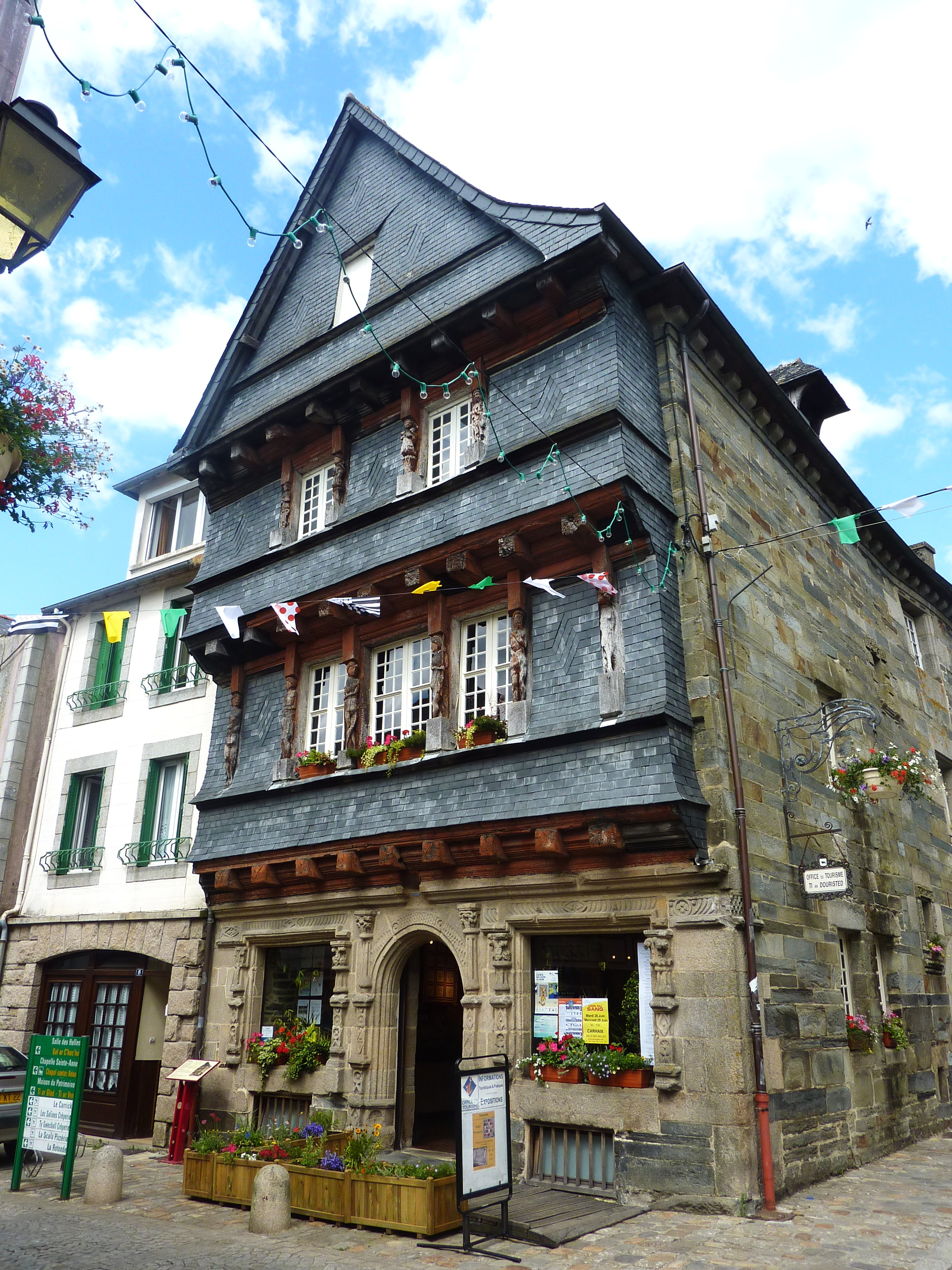
Maison du sénéchal : façade en granite porphyroïde de Rostrenen, cheminée à l'étage en grès.
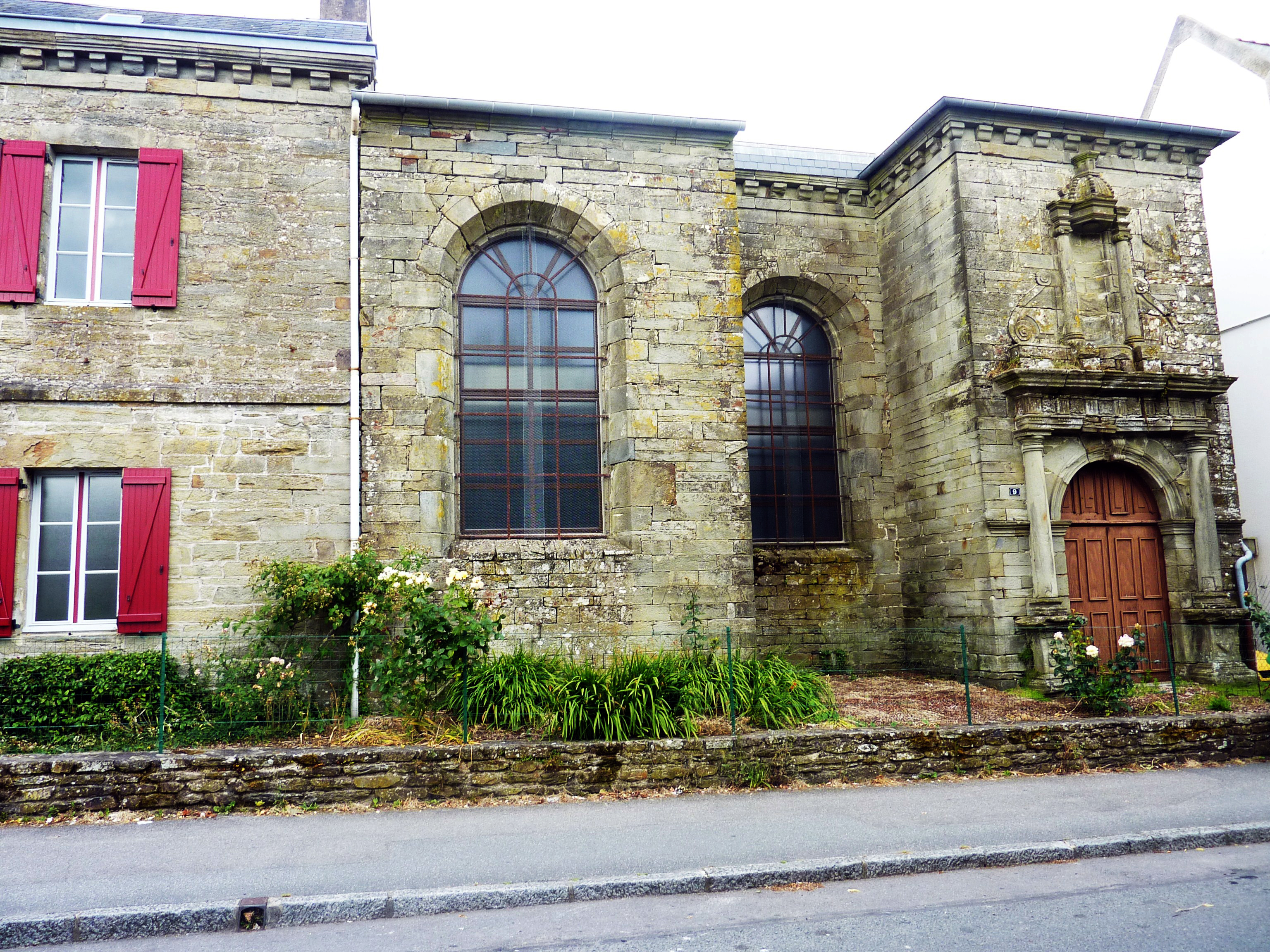
Façade en grès de la chapelle du couvent des Hospitalières[25].
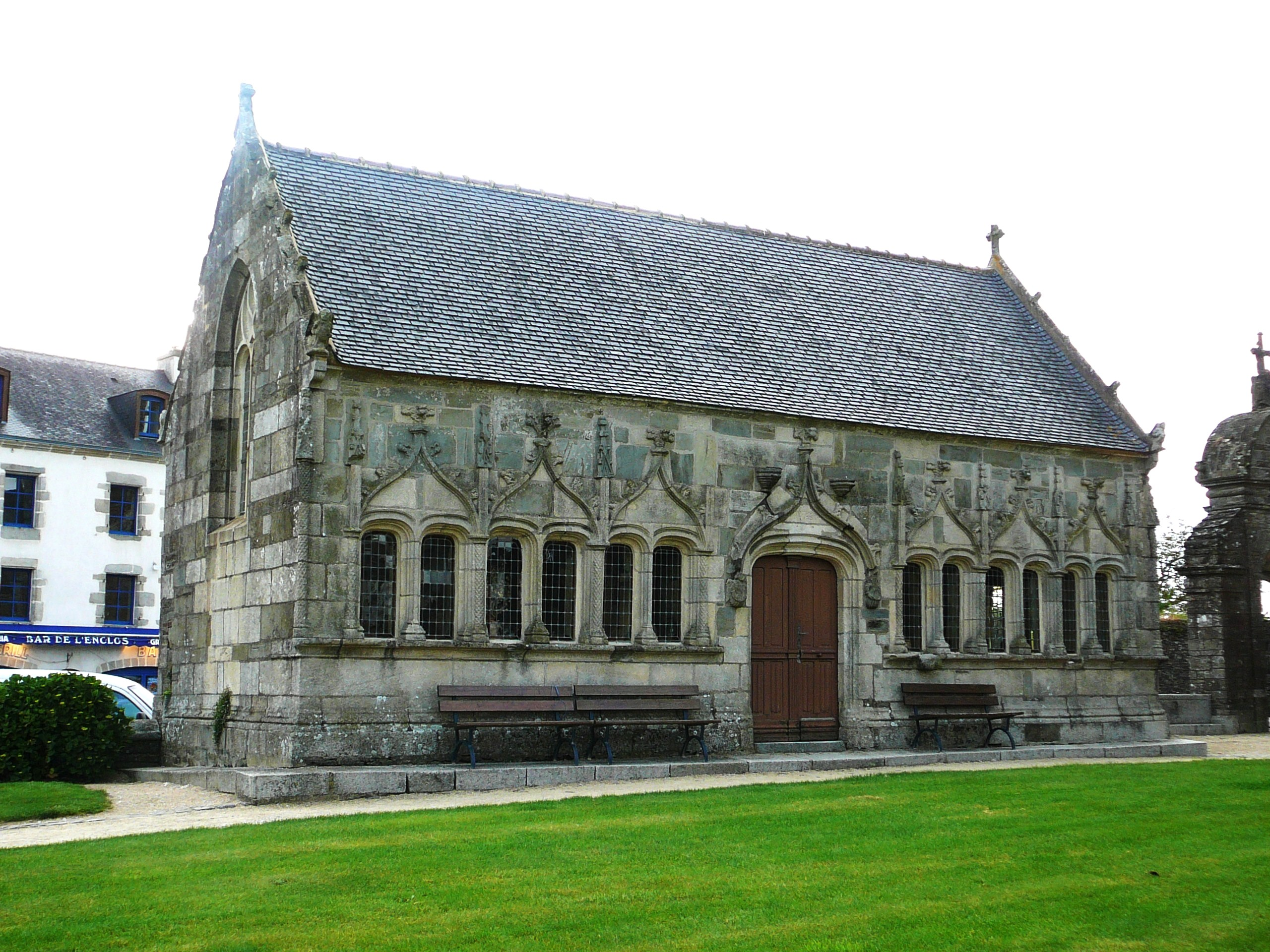
Ossuaire en grès de l'enclos paroissial de Pleyben.
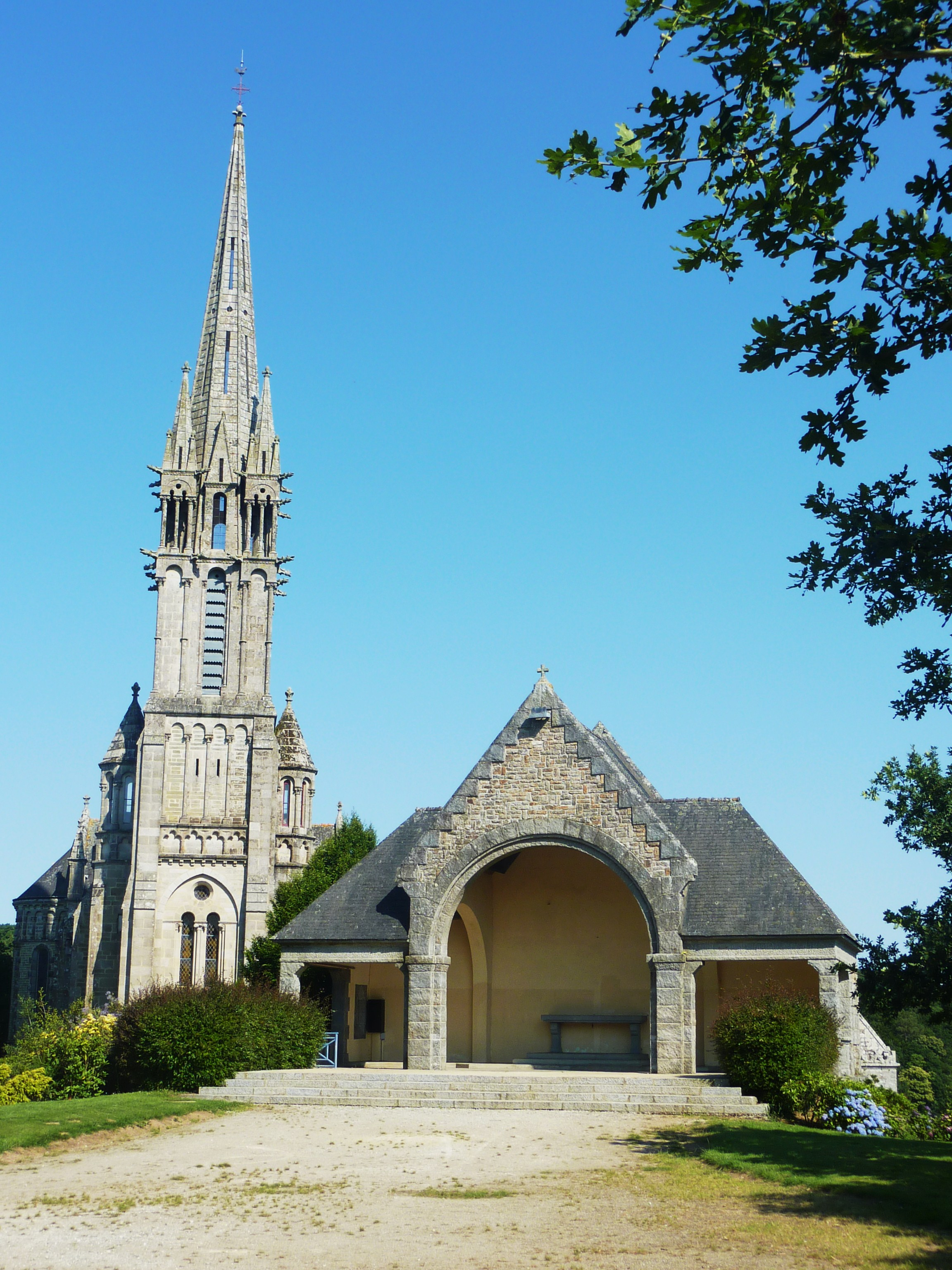
Grès en association avec divers granites dans la chapelle de Notre-Dame-des-Portes de Châteauneuf-du-Faou[26].

## Géographie
L'Aulne et ses affluents (l'Ellez, le Fao, le Squiriou, etc.), qui prennent leurs sources dans les hauteurs appalachiennes des monts d'Arrée et des montagnes Noires, ont creusé une vaste dépression dans ces roches tendres au détriment de l'ancienne pénéplaine post-hercynienne, formant un plateau d'altitude moyenne de 100 à 160 m, avec des collines plus ou moins accentuées.
Au début du XXe siècle, le géographe Emmanuel De Martonne en faisait la description suivante : c'est un "pays doucement ondulé, sillonné de vallons verdoyants, bariolé de prairies et de champs, coupé en tous sens de haies plantées d'arbres qui donnent l'illusion d'une forêt. Les habitations isolées s'y multiplient (...)".

## Histoire
Pour Christiane Kerboul-Vilhon, le « bassin de Châteaulin », correspond historiquement au Poher, mais ce dernier a eu des limites très incertaines et fluctuantes au cours de l'histoire.